# Máu chó lá nhỏ
Máu chó lá nhỏ  (danh pháp hai phần: Knema conferta) là loài thực vật thuộc họ Nhục đậu khấu. Loài này có ở Đông Nam Á.